# Hettange-Grande
Hettange-Grande (fràncic lorenès Grouss-Hetténgen) és un municipi francès situat al departament del Mosel·la i a la regió del Gran Est. L'any 2007 tenia 7.422 habitants.

## Demografia

### Població
El 2007 la població de fet de Hettange-Grande era de 7.422 persones. Hi havia 3.044 famílies, de les quals 848 eren unipersonals (356 homes vivint sols i 492 dones vivint soles), 856 parelles sense fills, 1.112 parelles amb fills i 228 famílies monoparentals amb fills.
La població ha evolucionat segons el següent gràfic:
Habitants censats

### Habitatges
El 2007 hi havia 3.265 habitatges, 3.091 eren l'habitatge principal de la família, 22 eren segones residències i 152 estaven desocupats. 1.982 eren cases i 1.279 eren apartaments. Dels 3.091 habitatges principals, 2.095 estaven ocupats pels seus propietaris, 926 estaven llogats i ocupats pels llogaters i 70 estaven cedits a títol gratuït; 53 tenien una cambra, 276 en tenien dues, 542 en tenien tres, 683 en tenien quatre i 1.537 en tenien cinc o més. 2.600 habitatges disposaven pel capbaix d'una plaça de pàrquing. A 1.305 habitatges hi havia un automòbil i a 1.478 n'hi havia dos o més.

### Piràmide de població
La piràmide de població per edats i sexe el 2009 era:
| Homes | Edats   | Dones |
| ----- | ------- | ----- |
| 0     | 95 o +  | 4     |
| 0     | 90 a 94 | 20    |
| 24    | 85 a 89 | 28    |
| 16    | 80 a 84 | 40    |
| 104   | 75 a 79 | 112   |
| 108   | 70 a 74 | 152   |
| 176   | 65 a 69 | 192   |
| 136   | 60 a 64 | 128   |
| 148   | 55 a 59 | 172   |
| 192   | 50 a 54 | 168   |
| 236   | 45 a 49 | 280   |
| 248   | 40 a 44 | 240   |
| 264   | 35 a 39 | 240   |
| 288   | 30 a 34 | 272   |
| 256   | 25 a 29 | 296   |
| 120   | 20 a 24 | 156   |
| 256   | 15 a 19 | 204   |
| 232   | 10 a 14 | 192   |
| 192   | 5 a 9   | 160   |
| 168   | 0 a 4   | 160   |

## Economia
El 2007 la població en edat de treballar era de 4.958 persones, 3.829 eren actives i 1.129 eren inactives. De les 3.829 persones actives 3.579 estaven ocupades (1.906 homes i 1.673 dones) i 250 estaven aturades (106 homes i 144 dones). De les 1.129 persones inactives 323 estaven jubilades, 385 estaven estudiant i 421 estaven classificades com a «altres inactius».

### Ingressos
El 2009 a Hettange-Grande hi havia 2.993 unitats fiscals que integraven 7.181,5 persones, la mediana anual d'ingressos fiscals per persona era de 21.055 €.

### Activitats econòmiques
Dels 210 establiments que hi havia el 2007, 1 era d'una empresa extractiva, 4 d'empreses alimentàries, 3 d'empreses de fabricació de material elèctric, 7 d'empreses de fabricació d'altres productes industrials, 28 d'empreses de construcció, 44 d'empreses de comerç i reparació d'automòbils, 4 d'empreses de transport, 20 d'empreses d'hostatgeria i restauració, 3 d'empreses d'informació i comunicació, 11 d'empreses financeres, 13 d'empreses immobiliàries, 19 d'empreses de serveis, 38 d'entitats de l'administració pública i 15 d'empreses classificades com a «altres activitats de serveis».
Dels 58 establiments de servei als particulars que hi havia el 2009, 1 era una gendarmeria, 1 oficina de correu, 5 oficines bancàries, 2 funeràries, 7 tallers de reparació d'automòbils i de material agrícola, 3 autoescoles, 2 paletes, 2 guixaires pintors, 2 fusteries, 6 lampisteries, 6 electricistes, 1 empresa de construcció, 4 perruqueries, 1 veterinari, 9 restaurants, 3 agències immobiliàries, 1 tintoreria i 2 salons de bellesa.
Dels 20 establiments comercials que hi havia el 2009, 3 eren supermercats, 4 fleques, 2 carnisseries, 1 una llibreria, 1 una botiga d'equipament de la llar, 2 botigues d'electrodomèstics, 1 una botiga de mobles, 1 una botiga de material de revestiment de parets i terra, 2 joieries i 3 floristeries.
L'any 2000 a Hettange-Grande hi havia 5 explotacions agrícoles.

## Equipaments sanitaris i escolars
El 2009 hi havia 1 centre de salut i 2 farmàcies.
El 2009 hi havia 3 escoles maternals i 3 escoles elementals. Hettange-Grande disposava d'un col·legi d'educació secundària amb 472 alumnes.

## Geologia
A Hettange-Grande hi ha l'estratotip de l'Hettangià, un estatge faunístic del Juràssic inferior.

## Poblacions més properes
El següent diagrama mostra les poblacions més properes.